# Великий Двор (Московская область)
Вели́кий Двор — село в составе Темпового сельского поселения Талдомского района Московской области. Население — 349 чел. (2010).
Расположено на севере Талдомского района недалеко от границы с Тверской областью, за которой находится Титовское сельское поселение Кимрского района. Рядом находятся деревни Ябдино, Сляднево и Людятино. С центром района городом Талдом село связано асфальтовой дорогой, выходящей на трассу Р112, расстояние до Талдома — 7 километров. В селе находится платформа Лебзино Савёловского направления МЖД.
На 2013—2014 год намечена газификация с переводом газопровода с сжиженного углеводородного газа на природный газ.

## История
В «Писцовой книге 1628—1629 годов» и «Переписной книге 1677 года» о Великом Дворе нет даже простого упоминания. Это значит, что деревня тогда не существовала. По некоторым источникам, деревня Великий Двор упоминалась в 1719 году. 
До 1764 года она была во владениях Тверского архиепископа, а после в ведении Государственной коллегии экономии. 
В 1781 году в ней было 37 дворов и 215 жителей, но деревня росла быстро: в 1835 году в ней было уже 39 дворов и проживало 256 мужчин и 251 женщина. (Для сравнения: в селе Талдом были 41 двор, 194 мужчины и 242 женщины). В 1851 году деревня состояла из 87 дворов 567 жителей. В 1859 году состояла из 82 дворов, проживало в ней 630 человек. В 1888 году в деревне проживало 111 семей, 534 жителя. По итогам первой всеобщей переписи населения 1897 года в селе насчитывалось 533 жителя.
В статистическом описании Тверской губернии 1889 года о местоположении деревни говорится: «Деревня Великий Двор, прихода Талдомского, на ровном месте. Два поля скалистые, одно ровное, низкое. Почва серая, с мелким камнем, на низких местах иловатая; подпочва — белая глина. Лес строевой еловый, лет 40; дровяной — также еловый, лет 20; топливом обходятся своим. Скот пасут по полям, лесу и пустошам». О занятии жителей сказано: «Промысел башмачный. В селении две чайные и две молочные лавки, принадлежащие здешним крестьянам».
В 1897 году деревня Великий Двор становится селом, то есть самостоятельным религиозным центром: открывается церковь, при ней — приходская школа, образуется свой приход. С открытием в 1902 году железной дороги, проложенной через Великий Двор, дальнейшее развитие получает башмачный промысел.
В первые годы советской власти село было переименовано в Каменево, но в 1936 году ему вернули историческое название.
В 1929 году в селе создан колхоз им. Ленина, который позднее был объединен с башмачной артелью и преобразован в промколхоз.
До муниципальной реформы 2006 года — центр Великодворского сельского округа.

## Население
Изменение численности населения по данным переписей и ежегодных оценок:
| год  | 1781 | 1835 | 1851 | 1859 | 1888 | 1897 | 2006 | 2010 |
| ---- | ---- | ---- | ---- | ---- | ---- | ---- | ---- | ---- |
| чел. | 215  | ▲507 | ▲567 | ▲630 | ▼534 | ▼533 | ▼300 | ▲349 |